# CLDN17
CLDN17 (англ. Claudin 17) – білок, який кодується однойменним геном, розташованим у людей на короткому плечі 21-ї хромосоми. Довжина поліпептидного ланцюга білка становить 224 амінокислот, а молекулярна маса — 24 603.
| 10         |  | 20         |  | 30         |  | 40         |  | 50         |
| ---------- |  | ---------- |  | ---------- |  | ---------- |  | ---------- |
| MAFYPLQIAG |  | LVLGFLGMVG |  | TLATTLLPQW |  | RVSAFVGSNI |  | IVFERLWEGL |
| WMNCIRQARV |  | RLQCKFYSSL |  | LALPPALETA |  | RALMCVAVAL |  | SLIALLIGIC |
| GMKQVQCTGS |  | NERAKAYLLG |  | TSGVLFILTG |  | IFVLIPVSWT |  | ANIIIRDFYN |
| PAIHIGQKRE |  | LGAALFLGWA |  | SAAVLFIGGG |  | LLCGFCCCNR |  | KKQGYRYPVP |
| GYRVPHTDKR |  | RNTTMLSKTS |  | TSYV       |  |            |  |            |

A: Аланін

C: Цистеїн

D: Аспарагінова кислота

E: Глутамінова кислота

F: Фенілаланін

G: Гліцин

H: Гістидин

I: Ізолейцин

K: Лізин

L: Лейцин

M: Метіонін

N: Аспарагін

P: Пролін

Q: Глутамін

R: Аргінін

S: Серин

T: Треонін

V: Валін

W: Триптофан

Кодований геном білок за функціями належить до іонних каналів, хлорних каналів. 
Задіяний у таких біологічних процесах, як транспорт іонів, транспорт. 
Білок має сайт для зв'язування з хлоридом. 
Локалізований у клітинній мембрані, мембрані, клітинних контактах, щільних контактах.